# Concerto pour piano pour la main gauche (Korngold)
Le Concerto pour piano pour la main gauche en do dièse majeur, op. 17, d'Erich Wolfgang Korngold, est une commande de Paul Wittgenstein composée en 1923 et publié en 1926. C'est le deuxième concerto de ce type, après le Concerto en mi bémol de Géza Zichy, publié en 1895.

## Contexte et création
Wittgenstein, qui a perdu un bras pendant la Première Guerre mondiale, commanda des œuvres à des compositeurs tels que Maurice Ravel (Concerto pour la main gauche), Richard Strauss, Sergueï Prokofiev et Paul Hindemith, mais Korngold fut l'un des premiers compositeurs qu'il contacta. À cette époque, Korngold était le compositeur le plus joué en Allemagne et en Autriche après Strauss et, bien qu'il n'ait qu'une vingtaine d'années, il avait déjà écrit un certain nombre d'opéras, dont son plus grand triomphe, Die tote Stadt . La première eut lieu à Vienne le 22 septembre 1924, avec Wittgenstein comme soliste et le compositeur comme chef d'orchestre. Wittgenstein exigea souvent des révisions de commandes, mais pas dans ce cas. Il fut si satisfait de ce que Korngold avait écrit qu'il lui commanda une autre œuvre, sa Suite pour deux violons, violoncelle et piano main gauche, Op. 23. Wittgenstein détenait les droits exclusifs d'interprétation du Concerto jusqu'à sa mort en 1961, et celui-ci disparut progressivement du répertoire. Il fut repris par Gary Graffman, qui en donne sa première au Royaume-Uni en 1985.

## Structure
Le Concerto pour la main gauche est composé d'un mouvement continu, en trois sections principales :
1. Mässiges Zeitmass (tempo modéré)
2. Heldisch (comme un héros)
3. Mit Feuer und Kraft (avec feu et puissance).

## Postérité
Il a été enregistré par Marc-André Hamelin, Howard Shelley, Orion Weiss et Steven De Groote. 
Plus récemment, Nicolas Stavy interprète le Concerto pour la main gauche de Korngold avec l'Orchestre national de Lille sous la direction de Paul Polivnick.